# Валитово (Хайбуллинский район)
Валитово (баш. Вәлит) — деревня в Хайбуллинском районе Республики Башкортостан Российской Федерации. Входит в состав Целинного сельсовета. Проживают башкиры.

## География
Стоит на реке на р. Малая Уртазымка (Айгыраткан).
Фактически слилась с деревней Комсомольск; объекты соцкультбыта объединены между двумя населённым пунктами.

### Географическое положение
Расстояние до:
- районного центра (Акъяр): 48 км,
- центра сельсовета (Целинное): 20 км,
- ближайшей ж/д станции (Сибай): 73 км.

## Население
| 2002 | 2010 |
| ---- | ---- |
| 243  | ↗268 |

### Национальный состав
Согласно переписи 2002 года, преобладающая национальность — башкиры (100 %).

## Инфраструктура
Основа экономики — сельское хозяйство.
ООШ д. Валитово, Валитовский ФАП, МДОБУ детский сад Умырзая д. Валитово (все на улице Салавата Юлаева деревни Комсомольск).

## Транспорт
Просёлочные дороги, с выездом на региональную автодорогу 80Н-044.
Остановка общественного транспорта «Валитово».
Ведется строительство железнодорожной ветки «Сибай-Подольск-Новорудная».

## Известные уроженцы, жители
- Абдельмаликов, Гатаулла (1836, деревня Валитово — 1914, там же) — башкирский ишан.